# Agnete Bræstrup
Agnete Bræstrup (7. oktober 1909 – 11. juli 1992) var en dansk læge. Hun grundlagde Foreningen for Familieplanlægning i 1956, som i dag kendes som Sex & Samfund, der er en almennyttig organisation, der beskæftiger sig med uddannelse i sex i Danmark.
Hendes søn Claus Bræstrup blev en fremtrædende biokemiker og erhvervsleder.